# Rue Montgrand
La rue Montgrand est une rue du 6e arrondissement de Marseille. 

## Situation et accès
Elle va de la rue Breteuil à la rue de Rome. 

## Origine du nom
Elle doit son nom à Jean-Baptiste de Montgrand, qui a été maire de Marseille.

## Bâtiments remarquables et lieux de mémoire
- Au no 9 [1] se trouve la maison où est mort l’écrivain Frédéric Ozanam
- Au no 13 se situe l’ancien hôtel particulier du riche armateur Roux de Corse. Cet immeuble, vendu à la ville de Marseille en 1805 sert d’abord de résidence au préfet des Bouches-du-Rhône, puis abrite en 1891 un lycée de jeunes filles qui deviendra le lycée Montgrand.
- Au nº28 se trouvait l'ancien nightclub "Le 28", établissement réputé pour ses soirées festives et colorées jusqu'au bout de la nuit marseillaise. S'y retrouvaient souvent des joueurs de l'Olympique de Marseille, des hommes d'affaires mais également des célébrités diverses de la Côte d'Azur.
- À l’emplacement du no 33 se trouvait l’hôtel Samatan construit en 1748 par Calas. Acquis en 1768 par Jean Timon-David, qui le transmet en 1786 à sa fille et son gendre, Basile Samatan. Le roi Charles IV d’Espagne, détrôné par Napoléon, y séjourna du 10 octobre 1808 au 15 mai 1812. L’hôtel est ensuite démoli pour être remplacé par les bâtiments actuels.